# 亞塞拜然交通部
阿塞拜疆共和国交通部（阿塞拜疆语：Azərbaycan Respublikasının Nəqliyyat Nazirliyi）是阿塞拜疆内阁中负责调节交通的政府机构。在1998年建立。现任部长为Ziya Mammadov

## 历史
该部在1998年8月5日由第743号总统令决定成立，并在2003年6月10日由总统盖达尔·阿利耶夫批准部门条例，负责国家的铁路、水运、航空、汽车等运输部门的政策的制定和实施。

## 项目
参与大型国际工程，如欧高亚运输、卡尔斯 - 第比利斯 - 巴库铁路等等。除像巴库-第比利斯-杰伊汉管线这样的石油天然气管道外，阿塞拜疆大部分交通均由阿塞拜疆交通部协调建设。 随着近几年阿塞拜疆经济的高速发展，产生许多建设项目。2004年，在Ələt到卡齐穆罕默德间修建了46公里的公路，在盖贝莱、塔乌兹、凯达贝克区、乌贾雷、库巴和比拉賈里修建了总长290公里的6架立交桥，对已有的178公里公路和3架桥进行了维修。一些主要的公里如长巴库-Ələt-哈萨克（508公里）、卡齐穆罕默德-丘尔达米尔（85km）、丘尔达米尔-Ucar-叶夫拉赫-占贾（188公里）根据国际标准进行了重建。2009年底，与韩国国际协力团签署了关于巴库湾跨海大桥工程可行性研究的协议。预计将建成连接Shikhov Beach和Zığ, Baku的14.5公里长的大桥。